# Franco Vittadini
Franco Vittadini (Pavia, 9 aprile 1884 – Pavia, 30 novembre 1948) è stato un compositore e direttore d'orchestra italiano.
Come compositore è conosciuto prevalentemente per le sue opere e per la musica sacra.

## Biografia
Nato a Pavia, iniziò i suoi studi musicali nel 1903 al Conservatorio di Milano,dove studiò con Ferroni, Galli e Pozzoli. Lasciò prematuramente il Conservatorio a causa di un dissidio con l'allora direttore Giuseppe Gallignani. Per un breve periodo fu maestro di cappella ed organista a Varese, per poi tornare definitivamente a Pavia dove svolse il ruolo di direttore dell'Istituto Musicale dal 1924 fino alla morte.
Come compositore, Vittadini incontrò il suo massimo successo con l'opera Anima allegra (1918 - 1919), rappresentata sia all'estero che in Italia. Il suo balletto Vecchia Milano (1928) fu altrettanto famoso. Vittadini considerò la sua opera Caracciolo (1938) come il suo miglior lavoro sebbene un'altra, Fiammetta e l'avaro (1942 - 1951), ebbe maggior successo e consensi nel pubblico.
Vittadini è famoso anche fuori dal teatro grazie alle sue opere religiose. Scrisse numerose messe e mottetti con uno stile molto simile a quello di Lorenzo Perosi. Il suo oratorio L'agonia del Redentore (1933) viene considerato una delle sue migliori opere mentre Nazareth (1925) rappresenta il ponte fra i suoi risultati nelle composizioni sacre ed i suoi lavori teatrali. Ha composto inoltre musiche per organo, caratteristiche "raccolte" di elegante scrittura: Hora Mystica, Suite contemplativa, Quadretti francescani ecc.
A Franco Vittadini è attualmente intitolato l'Istituto superiore di Studi musicali di Pavia, sotto la cui direzione ricevette nel 1937 un riconoscimento ufficiale dalla Regia accademia d'Italia per l'attività didattica svolta.

## Opere
- Il mare di Tiberiade (1914)
- Anima Allegra (1918-19)
- Nazareth (1925)
- La Sagredo, libretto di Giuseppe Adami diretta da Antonio Guarnieri con Iris Adami Corradetti, Antonio Melandri e Luigi Rossi Morelli al Teatro alla Scala di Milano (1930)
- Il natale di Gesù (1933)
- Caracciolo (1938)
- Fiammetta e l'avaro (1942)

## Fonti
- Opera Glass, su opera.stanford.edu.
- John C.G. Waterhouse. The New Grove Dictionary of Opera, edited by Stanley Sadie (1992). ISBN 0-333-73432-7 and ISBN 1-56159-228-5